# Uraz (gromada)
Uraz – dawna gromada, czyli najmniejsza jednostka podziału terytorialnego Polskiej Rzeczypospolitej Ludowej w latach 1954–1972.
Gromady, z gromadzkimi radami narodowymi (GRN) jako organami władzy najniższego stopnia na wsi, funkcjonowały od reformy reorganizującej administrację wiejską przeprowadzonej jesienią 1954 do momentu ich zniesienia z dniem 1 stycznia 1973, tym samym wypierając organizację gminną w latach 1954–1972.
Gromadę Uraz z siedzibą GRN w Urazie utworzono – jako jedną z 8759 gromad na obszarze Polski – w powiecie wołowskim w woj. wrocławskim, na mocy uchwały nr 31/54 WRN we Wrocławiu z dnia 2 października 1954. W skład jednostki weszły obszary dotychczasowych gromad Uraz, Lubnów i Niziny ze zniesionej gminy Brzeg Dolny w tymże powiecie.
1 stycznia 1955 gromadę włączono do powiatu trzebnickiego w tymże województwie, gdzie  ustalono dla niej 17 członków gromadzkiej rady narodowej.
31 grudnia 1961 gromadę zniesiono, a jej obszar włączono do gromad: Pęgów (wsie Uraz i Raków) i Oborniki Śl. (wsie Niziny, Lubnów, Jajków, Nowosielce i Zalesie) w tymże powiecie.